# 단평의 입락
단평의 입락(端平-入洛)은 1234년(단평 원년) 남송과 몽골 제국이 하남 지방의 영유권을 둘러싸고 벌인 분쟁이다. 북송 시대의 수도였던 개봉・낙양・남경을 회복하기 위해 남송이 북벌했지만, 몽골의 반격으로 실패로 끝나고 말았다. 금을 멸망시키기 위해 손을 잡았던 두 나라는 이 사건을 계기로 적대 관계가 되었고, 40년에 걸친 오랜 전쟁의 서막을 열게 되었다.

## 전개
송나라가 몽골과 처음 접촉한 것은 1214년(가정 7년)이지만, 왕래가 있었을 뿐 깊은 관계는 없었다. 칭기즈 칸은 서방 원정을 끝내고 금나라와 서하에 대한 공격을 재개했고, 이때 몽골군의 일부가 송나라의 국경을 침범하면서 두 나라의 관계는 새로운 국면으로 접어들었다. 1227년(보경 3년) 봄에 송나라의 서북 변경을 침입한 몽골군은 사천 일대를 약탈하고 무력 시위를 벌였는데, 칭기즈 칸이 사망하자 일단 철수했다. 이후 몽골은 서하를 무너뜨리면서 금나라의 새 수도 개봉을 위협할 수 있게 되었지만, 금나라 군대가 집결해 있던 동관은 이를 가로막는 가장 큰 장애물이었다. 그래서 칭기즈 칸은 사망하기 전에 송나라는 금나라와 대대로 적대적이었으니, 송나라에 길을 빌려 달라고 요구한다면 반드시 승낙할 것이라는 유조를 남겼다.
몽골의 새로운 대칸인 오고타이 칸은 1230년(소정 3년)부터 금나라 공격을 재개했다. 오고타이는 군대를 세 갈래로 나누어서 진격했는데 중군은 자신이 지휘하고 좌익군은 산동 방면으로, 우익군은 섬서 방면으로 금나라 공략에 나섰다. 우익군을 지휘한 툴루이 칸은 칭기즈 칸이 남긴 유조대로 송나라에 사신을 보내 길을 빌려줄 것을 요청했다. 그런데 1231년(소정 4년) 7월, 몽골 사신이 면주에서 송나라 관리에게 살해당하는 사건이 발생했다. 이때 사천제치사는 몽골의 불만을 가라앉히고자 몽골군에게 군량을 제공하고, 길을 안내해주는 등의 편의를 제공했다. 송나라의 도움으로 한수를 건넌 몽골군은 등주에 도달했고, 이듬해 삼봉산 전투에서 금나라의 주력군을 괴멸시킨 뒤 개봉을 포위했다.
1233년(소정 6년) 6월, 몽골은 금나라 협공을 위한 맹약을 맺을 것과 금나라에게 제공하던 세공을 앞으로 몽골에게 제공해 줄 것을 의논하기 위해 왕즙을 양양에 파견했다. 왕즙으로부터 얘기를 전달받은 경호제치사 사숭지는 즉시 송나라 조정에 보고했다. 송나라 조정에선 해상의 맹을 반면교사로 삼아야 한다는 이견이 있었지만, 오랜 적인 금나라에 대한 복수를 위해 몽골과 맹약을 맺기로 했다. 같은 해 8월엔 금나라도 송나라에 사신을 파견해 순망치한을 주장하며 몽골에 대항하여 자신들과 동맹을 맺을 것을 애원했으나, 이미 몽골과 동맹을 맺기로 방침을 굳힌 송나라는 이를 일축했다. 10월, 강릉부도통 맹공이 이끄는 2만 명의 송나라군이 북상하여 금 애종이 피난 중이던 채주를 몽골군과 함께 포위했다.
1234년(단평 원년) 정월, 채주가 함락되고 애종이 자살하면서 금나라는 멸망했다. 맹공은 금 애종의 유골을 임안에 가져와 태묘에 바쳐 국치를 설욕했다. 금나라가 멸망하면서 과거 송나라의 발상지였으며, 금나라가 차지하고 있던 하남의 영유권을 둘러싼 문제가 부상했다. 3월, 남송 이종은 태상시(太常寺)의 관리를 낙양에 보내 북송 시대의 황릉을 참배하게 했다. 때마침 몽골군이 하남과 섬서에 집결하고 있다는 첩보가 들어오자 참배를 망설이기도 했지만, 맹공이 호위하여 10일 만에 신속히 임무를 마치고 귀환했다. 이 무렵, 송나라의 실권자 사미원이 사망해 친정을 시작한 이종은 재상 정청지의 도움을 받아 정국을 일신하고, 북벌을 성공시켜 권력 기반을 강화하고자 하남 출병을 추진했다. 반대로 사숭지와 교행간 등은 기아로 백성들이 지쳐있고, 하남을 점령해도 방어와 보급 문제로 수비가 어렵다며 회의적인 기류를 보인 대신들도 있었다. 하지만 이종은 황하를 수비하면서 동관에 의지하면 삼경을 탈환할 수 있다고 주장한 회동제치사 조규의 지지를 등에 업고 출병을 결정했다. 6월 12일, 전자재가 회서 병력 1만 명을 지휘해 북벌군의 선봉대를 맡아 합비를 출발했고, 이를 보조하기 위해 조규가 지휘하는 회동 병력 5만 명도 사주와 숙주를 거쳐 하남에 진입했다.
회수를 건너 북상한 전자재의 선봉대는 한 번의 전투도 치르지 않은 채 7월 5일엔 개봉에 입성했다. 당시 개봉에는 과거 금나라에서 서면원수로 있던 최립이 주둔하고 있었지만, 송나라 군대가 접근 중이란 얘기를 들은 성의 주민들이 최립을 죽이고 항복했다. 하지만 개봉에 입성한 송나라 군대는 실망하고 말았는데, 그들은 청명상하도에 그려진 인구 100만 명이 넘는 번화한 도시를 상상했지만, 실제 개봉은 수비군 600여 명과 주민 1,000여 명이 머무르며 대상국사와 옛 궁전의 흔적만이 남아있을 뿐이었다. 또한 오랜 전란으로 생각 이상으로 하남 일대가 황폐해져 있었다. 7월 20일엔 조규의 군대가 개봉에 도착했고, 휘하의 병사들에게 5일분의 식량을 지참시켜 낙양 탈환에 나섰다. 8일 만에 낙양은 저항 없이 점령했지만, 식량이 이미 바닥나서 쑥과 밀가루로 연명하고, 군마를 잡아먹는 지경에 이르렀다. 곧 몽골군의 복병이 낙양을 급습하자, 고립무원의 상황에 내몰린 송나라군은 패주했으며, 그 와중에 황하의 제방이 무너져 전체 병력의 8~90%가 사망하는 참담한 피해를 보고 강남으로 귀환했다.
북벌군이 소득 없이 귀환하자, 조규와 전자재 등 장교들은 문책을 받아 벼슬이 깎이거나 파면당했다. 12월, 몽골이 왕즙을 임안에 파견하여 맹약을 위반한 것을 비난했다. 송나라는 답례사를 몽골에 보내 삼경을 회복하고자 했던 경위를 설명하면서 새로운 화의를 성립시키고자 했으나, 몽골은 송나라가 항복할 것을 요구하여 교섭은 결렬됐다.
1235년(단평 2년) 6월, 몽골군이 사천・경호・강회 등 세 방면에서 송나라를 침공하면서 두 나라는 40년에 걸친 전쟁에 돌입했다.

## 참고 문헌
- 『송사』
- 『원사』
- 『금사』
- 『송사기사본말』
- 『건염이래조야잡기』
- 『속자치통감』
- 『제동야어』